# Máy xông hơi
Máy xông hơi là loại máy được nghiên cứu chế tạo thay thế những phương thức xông hơi truyền thống từ xa xưa như nồi xông, lò xông nhằm mục đích tiết kiệm thời gian và tiền bạc cho con người hiện đại giúp cho sức khỏe được cải thiện.

## Các phương pháp xông hơi truyền thống.
Theo truyền thống, mọi người vẫn hay xông hơi bằng nồi xông, trong đó có sử dụng các loại lá tươi như lá sả, lá tía tô, lá bưởi, lá chanh… hay một thang thuốc xông tại các tiệm thuốc bắc, đun sôi với 4 hoặc 5 lít nước. Sau đó, người xông sử sử dụng một chiếc ghế thấp và đặt nồi xông ở trước mặt và ở vị trí giữa hai chân (Lưu ý: trước khi xông, người xông chỉ mặc quần áo lót hoặc cởi trần). Tiếp đó, chùm một chiếc chăn rộng và mỏng khắp người và nồi xông. Thực hiện cho đến khi thấy một lượng mồ hôi tiết ra hoặc nồi xông hết hơi thì tung chăn ra, lấy khăn khô lau khắp người rồi mặc lại quần áo. Nếu như bạn là người rất bận rộn với công việc thì việc xông hơi theo phương pháp truyền thống sẽ rất bất tiện. Hiểu được nhu cầu thiết yếu của người tiêu dùng nên có rất nhiều các nhà khoa học đã nỗ lực nghiên cứu ra một loại máy móc có tác dụng tương tự. Đó chính là máy xông hơi. Nhờ có phát minh hiện đại này mà người tiêu dùng có thể tiết kiệm rất nhiều thời gian cũng như tiền bạc khi không phải đến các tiệm spa để xông hơi. Giờ đây bạn đã có thể sử dụng những chiếc máy xông hơi một cách dễ dàng và tiện dụng ngay trong ngôi nhà của mình.

## Nguyên lý hoạt động
Máy xông hơi sử dụng dây mayso làm nóng đá hoặc nước tạo thành nhiệt khô hoặc nhiệt ẩm, lượng nhiệt này tác động trực tiếp nên cơ thể con người, thấy rõ nhất là làn da và hệ hô hấp.
Thời gian hoạt động của máy xông hơi phụ thuộc vào tình trạng sức khỏe cũng như cơ địa của từng người, người có cơ địa quá mẫn cảm với việc chênh lệch nhiệt độ hoăc có tiền sử bệnh huyết áp, tim mạch thì nên chia nhỏ thời gian giữa các lần xông để cơ thể kịp bình phục. Thời gian xông tối ưu từ 10-15 phút mỗi lần.

## Sử dụng
Ngày nay, chúng ta hoàn toàn có thể bắt gặp hình ảnh những chiếc máy xông hơi có mặt tại khắp mọi nơi từ những các khách sạn lớn, các tiệm Spa chăm sóc sắc đẹp… và thậm chí, trong ngôi nhà của mỗi gia đình.

### Sử dụng tại nơi công cộng
Chất lượng cuộc sống của chúng ta ngày càng được cải thiện, kéo theo nhu cầu cho các dịch vụ chăm sóc sức khỏe, sắc đẹp ngày càng tăng tại các khu nghỉ dưỡng cũng như các tiệm spa cao cấp. Nắm bắt được nhu cầu của người tiêu dùng, chủ các khách sạn lớn cũng như các tiệm Spa nổi tiếng đã trang bị cho mình những chiếc máy xông hơi hiện đại để phục vụ các khách hàng tiềm năng.

### Sử dụng tại nhà.
Máy xông hơi gia đình hiện đang là một trong những thiết bị gia đình đang được rất nhiều người quan tâm. Bởi nó có thể giúp ta giảm bớt căng thẳng, mệt mỏi sau một ngày làm việc mệt mỏi. Hơn nữa nó có tác dụng làm thanh lọc không khí, giết chết các vi khuẩn, nấm mốc trong không khí. Sở hữu một máy xông hơi là một sự lựa chọn tuyệt vời, đặc biệt nếu gia đình bạn có người mắc bệnh hen xuyễn hay viêm phế quản hoặc bạn và các thành viên trong gia đình cũng có thể sử dụng nó cho mục đích làm đẹp.